# سیارک ۹۰۶۹
سیارک ۹۰۶۹ (به انگلیسی: 9069 Hovland، نامگذاری:1993OV) نه هزار و شصت و نهمین سیارک کشف شده‌است که در ۱۶ ژوئیه ۱۹۹۳ کشف شد.
قدر مطلق سیارک برابر ۱۴٫۴۰ است.